# ハイム・ヴァイツマン
ハイム・アズリエル・ヴァイツマン（he: חיים עזריאל ויצמן / en: Chaim Azriel Weizmann（Chajim -, Haim - とも）, 1874年11月27日 - 1952年11月9日) は、イスラエルの政治家・化学者。シオニスト運動の指導者で、初代イスラエル大統領。
1968年発行の旧50イスラエル・リラ紙幣から1978年発行の旧5シェケル紙幣まで肖像が使用されていた。
日本語ではハイム・アズリエル・ワイツマン、カイム・アズリエル・ワイズマンなどとも表記される。

## 経歴

### 第一次世界大戦まで
1874年、ロシアの小さな村モトル（現 ベラルーシのモタリ）にユダヤ人として生まれた。ドイツとスイスで化学を学び、1899年、スイスのフリブール大学の有機化学博士課程を修了し、1901年-1903年、ジュネーヴ大学で化学を教えた。スイス時代に未来の妻ヴェラ (Vera) に出会い、また、シオニズム運動に参加した。1903年、実践的シオニズムを主張した。
1904年、イギリスに移住。シオニスト評議会の議長に就任する一方、マンチェスター大学で化学を教える。1906年にヴェラと結婚。1907年、パレスチナを訪れて移民の状況を見て、ユダヤ人国家建設には政治的解決と植民の両方が必要だと確信する。この考えは合成シオニズム (synthetic Zionism) と呼ばれた。
化学者としては、砂糖にバクテリアを作用させて発酵させ、合成ゴムを得ようと研究した。ゴムの合成には失敗したが、研究の副産物として、1910年ごろ、バクテリアの1種クロストリジウム・アセトブチリクム (Clostridium acetobutylicum) を使ってデンプンからアセトンを合成するバクテリア発酵法を開発した。

### シオニスト運動の指導者へ
1914年に第一次世界大戦が始まり、同年11月にイギリスがオスマン帝国に宣戦布告すると翌12月にヴァイツマンは友人のC・P・スコットを通じてユダヤ人閣僚で後にイギリス委任統治領パレスチナの初代高等弁務官を務めるハーバート・サミュエルと接触することとなり、ヴァイツマンよりも熱烈なシオニストだったサミュエルに強い感銘を受けることとなった。さらに後の外務大臣のアーサー・バルフォアとの1906年以来の再会でシオニズムへの賛同を得て、後に首相となるロイド・ジョージとも面会した。また、ヴァイツマンはコルダイト火薬の原料として必要な大量のアセトンの安定供給に必要なABE発酵法の工業化に成功して「発酵工業の父」と呼ばれた。これは連合国の勝利に貢献してヴァイツマンはイギリス政府内で評価を高めた。
1917年11月2日、イギリスはバルフォア宣言でパレスチナでのユダヤ民族郷土の建設を約束し、1918年にはイギリス政府の後援で、シオニスト委員会代表としてパレスチナに向かい、テルアヴィヴのユダヤ人入植地を視察した。
1919年、パリ講和会議にて、アラブ民族運動の指導者で後にイラク王国国王となるファイサル1世との間でファイサル・ヴァイツマン合意に調印し、互いの民族国家建設のために協力することを約束した。これ以降、世界的なシオニスト運動の指導者となってゆく。

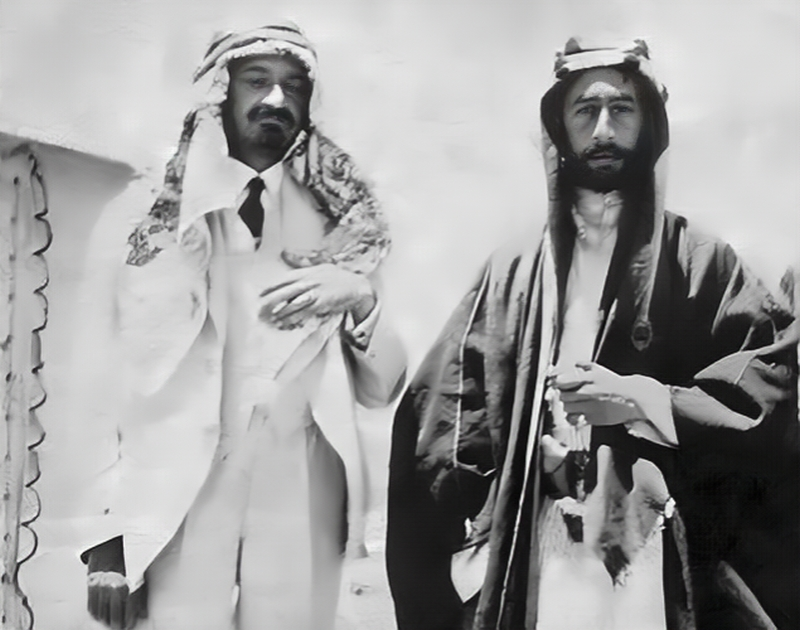
アラブの民族衣装を着ているヴァイツマン（左）とファイサル1世（1918年）
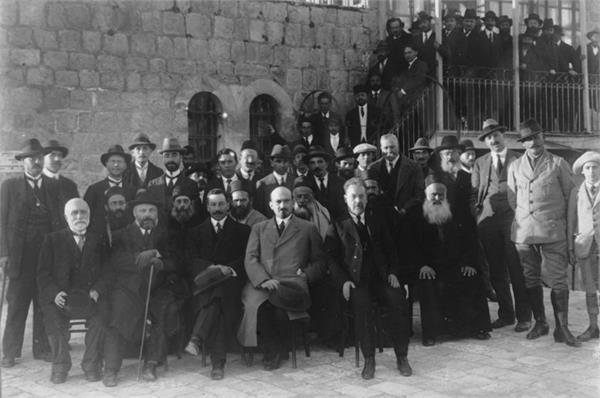
エルサレムでハーバート・サミュエルと（前列左から四人目・1920年）
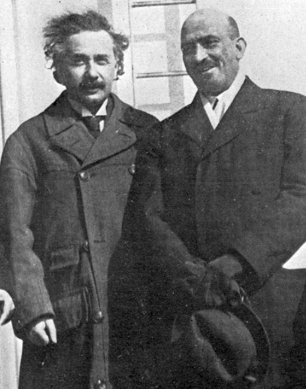
世界シオニスト機構大会でアインシュタインと（1921年）
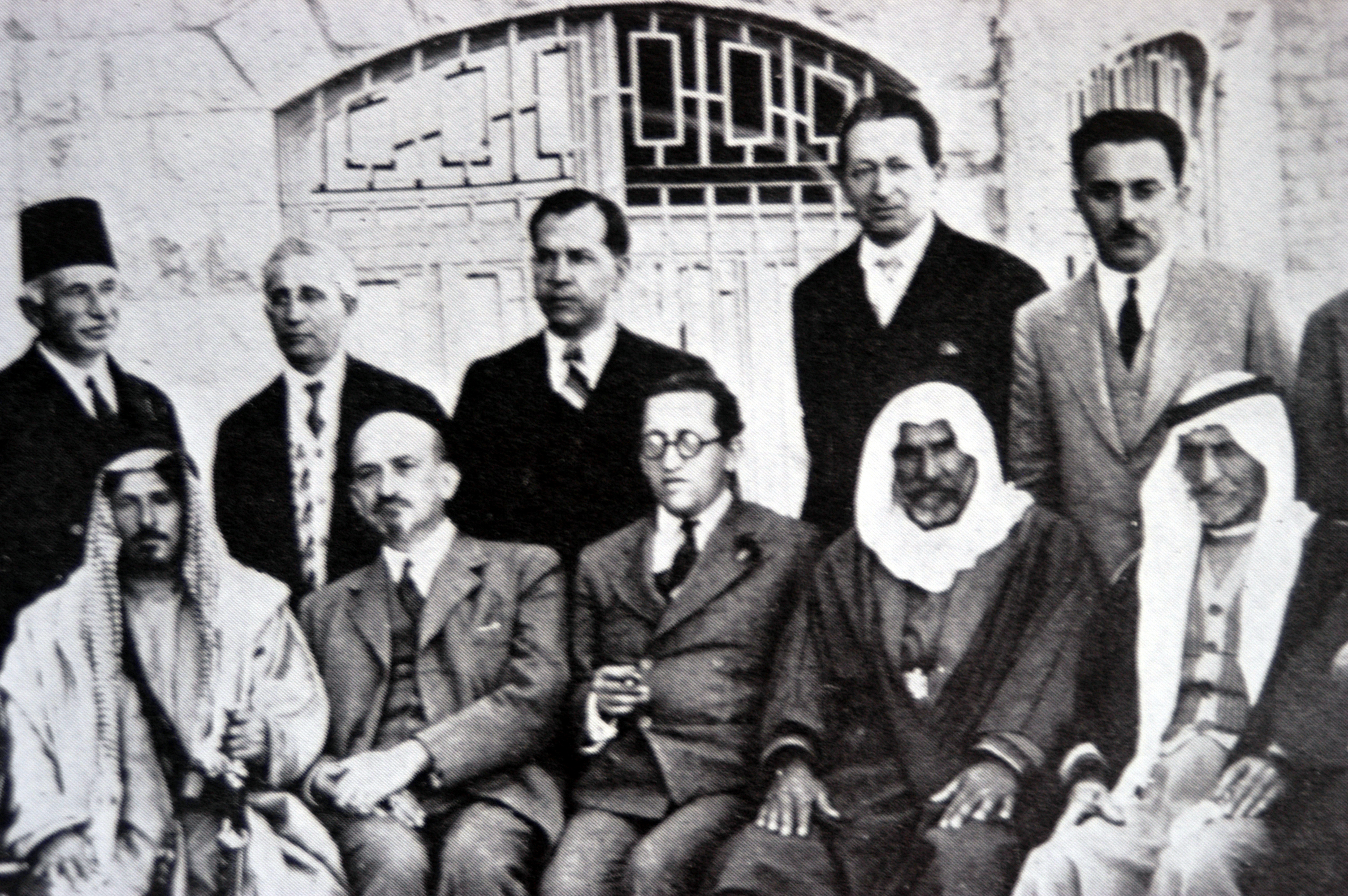
英保護領トランスヨルダンのアラブ人指導者と（前列左から二人目・1933年）

1921年、世界シオニスト機構 (WZO) 代表に就いた。アメリカ合衆国を訪れ、アルベルト・アインシュタインとともに、シオニズム運動のための資金集めのキャンペーンを展開した。1925年、アインシュタインやバルフォアとともに、エルサレムのスコプス (Scopus) 山にヘブライ大学を創設した。また、死海のリン酸塩工場、ナハライム (Naharayim) の水力発電所の建設を助成した。その後起こった世界恐慌に対して、1929年、ユダヤ機関 (Jewish Agency) を設立した。
1931年には1度WZO代表を退き、研究生活に戻った。1934年、レホヴォトにダニエル・シーフ研究所（Daniel Sieff Research Institute、のちのヴァイツマン科学研究所）を設立し、「化学兵器の父」で名高いユダヤ人化学者でナチス政権下のドイツから逃れようとしたフリッツ・ハーバーを所長に招くもハーバーはパレスチナに渡る道中で死去したためにヴァイツマン自ら所長に就いた。しかし、翌1935年にはWZO代表に復職し、1946年まで務めた。

### イスラエル建国へ

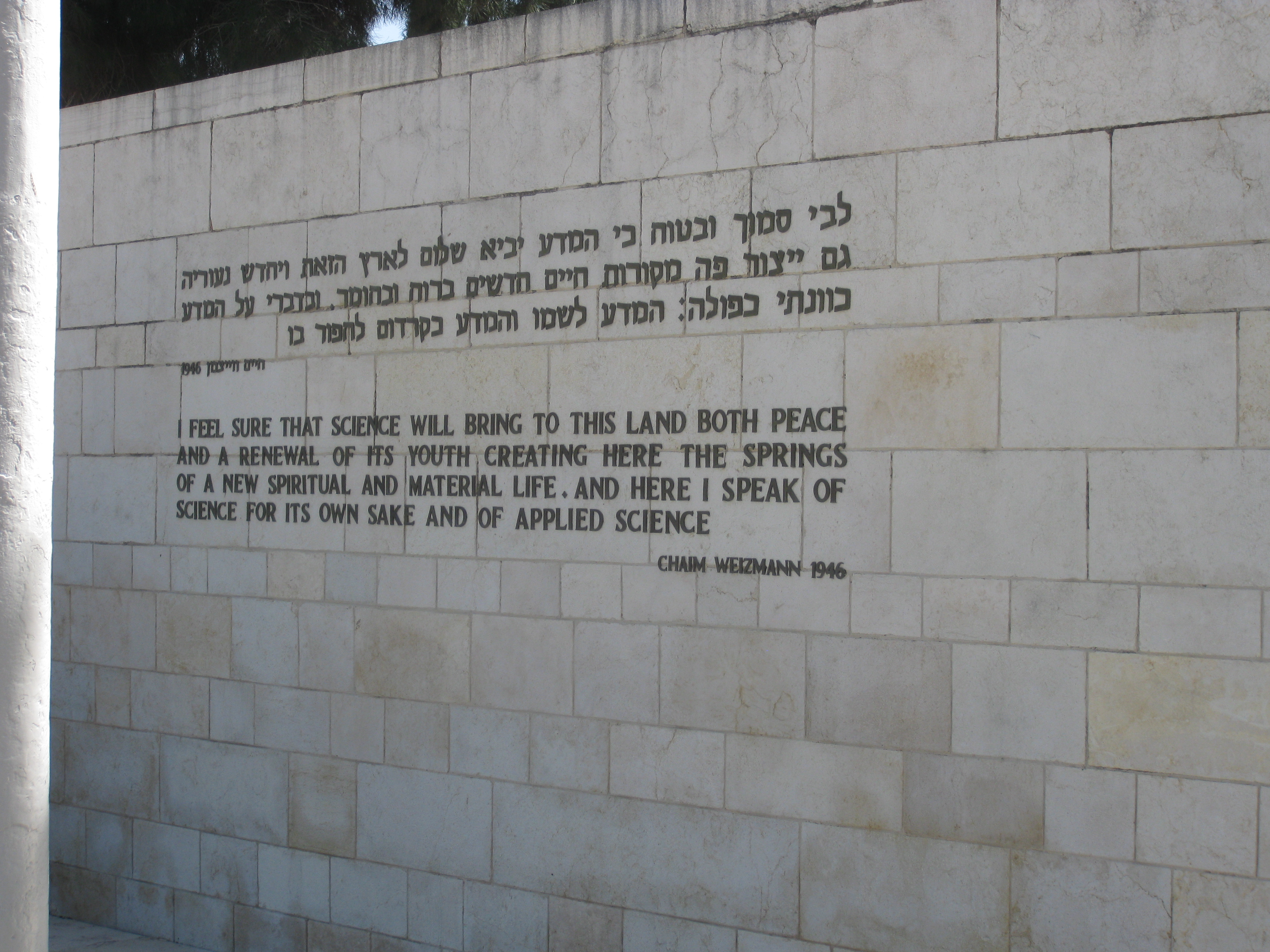
ヴァイツマンの墓標

第二次世界大戦では、イギリス軍需省の名誉顧問となり、合成ゴムとハイオクガソリンを研究した（天然ゴムの産地であるマレー植民地が日本に占領されたため）。また、イギリス軍内のユダヤ旅団の組織を促進した。彼の息子2人も軍務に就き、1942年、アメリカ大統領フランクリン・ルーズベルトとの会見に出発しようとしたとき、ヴァイツマンは息子マイケルの飛行機が撃墜されたと知らされたが、仕事を続けた。

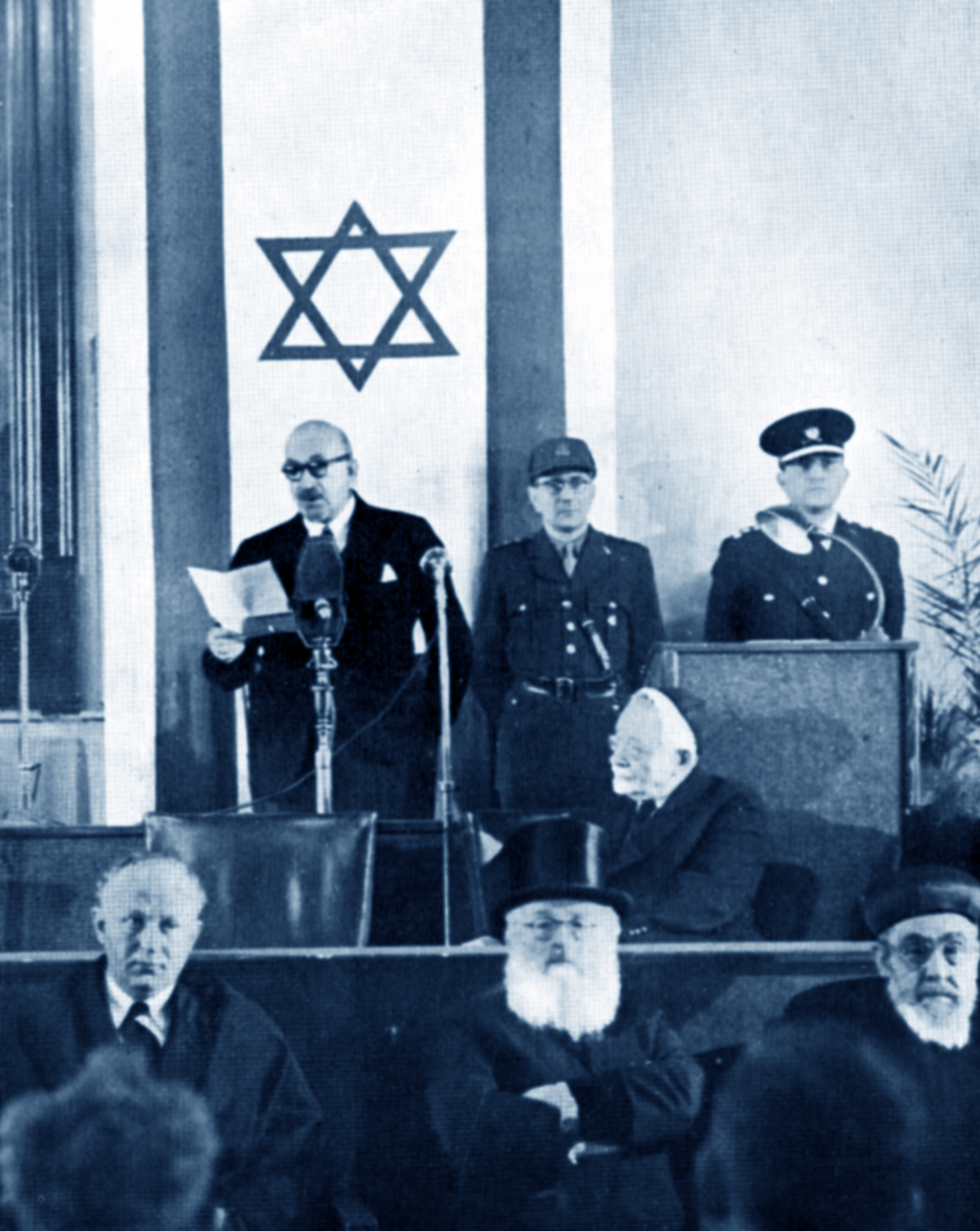
大統領就任式で（1949年）

1947年、国連のパレスチナ分割案に対し、パレスチナ国家の独立は認めたが、ネゲブをイスラエルに含めるよう主張した。ハリー・トルーマン大統領と会見して支援を取り付け、主張を認めさせることに成功した。
1948年、イスラエルの初代大統領に就任した（ただし、イスラエルの大統領は名誉職としての性格が濃く、実務はおもに首相がする）。1949年、ヴァイツマンの75歳の誕生日を記念して、ダニエル・シーフ研究所がヴァイツマン科学研究所と改名した。
1952年、大統領在職中、78歳で死去。自身の希望により、遺体はレホヴォトの自宅に埋葬された（1966年に死去した妻ヴェラも埋葬されている）。
甥のエゼル・ヴァイツマンは、第7代イスラエル大統領（1993年 - 2000年) である。